# イボタロウムシ
イボタロウムシ（学名：Ericerus pela）は、カメムシ目ヨコバイ亜目腹吻群カイガラムシ上科カタカイガラムシ科に分類される昆虫。北海道から沖縄県まで日本に広く分布するほか、朝鮮半島やヨーロッパにも生息する。冬眠中の雌成虫は体長5ミリメートルほどの楕円形で、成熟個体は直径1センチメートル程度の球形になる。
日本の本州では5月下旬頃に産卵し、6月から7月頃に孵化する。幼虫はモクセイ科の樹木の枝に密集してロウ状の物質を分泌する。枝がロウ物質により白くなるため落葉後に発見されることが多いが、樹木の生育への影響は小さい。ロウ物質はイボタ蝋（会津蝋）と呼ばれ、かつて薬用・工業用に用いられており、その採取を目的に養殖が行われたこともある。
雄幼虫のロウ物質の構成成分を検査したところ、構成する成分はワックスエステルが90%以上を占め、他に遊離高級アルコールや炭化水素が含まれていることが明らかになった。これはトリアシルグリセロール（中性脂肪）が80%以上を占める幼虫本体の脂質とは大きく異なる組成を示している。